# Babar och hans vänner
Babar och hans vänner (original: Le Triomphe de Babar) är en animerad långfilm från 1989, baserad på tv-serien om Babar. Filmen har i Sverige givits ut på VHS med titeln Babar och har visats på SVT med titeln Babar och hans vänner.

## Rollista[1]

### Originalröster
- Gordon Pinsent : kung Babar, d.ä.
- Elizabeth Hanna : drottning Celeste / den gamla damen
- Lisa Yamanaka : Isabelle
- Marsha Moreau : Flora
- Bobby Becken : Pom
- Amos Crawley : Alexander
- Gavin Magrath : pojken Babar
- Sarah Polley : den unga Celeste
- Stephen Ouimette : Pompadour
- Chris Wiggins : Cornelius
- John Stocker : Zephir
- Charles Kerr : Rataxes
- Stuart Stone : Arthur
- Carl Banas : gamle Tusk
- Ray Landry : Croc
- Angela Fusco : Celestes mor

### Svenska röster 1996
- Sture Ström
- Mårten Toverud
- Magnus Sahlberg
- Johan Hedenberg
- Olav Andersen
- Gunilla Backman
- Louise Raeder